# Myrmeleon (Myrmeleon) sexmaculatus
Myrmeleon (Myrmeleon) sexmaculatus is een insect uit de familie van de mierenleeuwen (Myrmeleontidae), die tot de orde netvleugeligen (Neuroptera) behoort. 
Myrmeleon (Myrmeleon) sexmaculatus is voor het eerst wetenschappelijk beschreven door Navás in 1912.